# Leonardo (football, mars 1986)
Pour les articles homonymes, voir Leonardo.
Leonardo José Aparecido Moura, ou simplement Leonardo (né le 19 mars 1986 à Guarulhos), est un footballeur brésilien qui évolue au poste de défenseur.